# Kanabec County
Das Kanabec County ist ein County im US-amerikanischen Bundesstaat Minnesota. Im Jahr 2020 hatte das County 16.032 Einwohner und eine Bevölkerungsdichte von 11,8 Einwohnern pro Quadratkilometer. Der Verwaltungssitz (County Seat) ist Mora.

## Geografie
Das County liegt im Osten von Minnesota und ist etwa 40 km von Wisconsin entfernt. Es hat eine Fläche von 1381 Quadratkilometern, wovon 22 Quadratkilometer Wasserfläche sind.
Das County wird vom Snake River durchflossen, einem rechten Nebenfluss des in den Mississippi mündenden St. Croix River.
An das Kanabec County grenzen folgende Nachbarcountys:
|                   | Aitkin County |                |
| Mille Lacs County |               | Pine County    |
|                   | Isanti County | Chisago County |

## Geschichte
Das Kanabec County wurde am 12. Oktober 1858 aus Teilen des Pine County gebildet. Benannt wurde es nach dem indianischen Wort für den Snake River, der durch das County fließt.
Sechs Bauwerke und Stätten des Countys sind im National Register of Historic Places eingetragen (Stand 29. Januar 2018).

## Demografische Daten

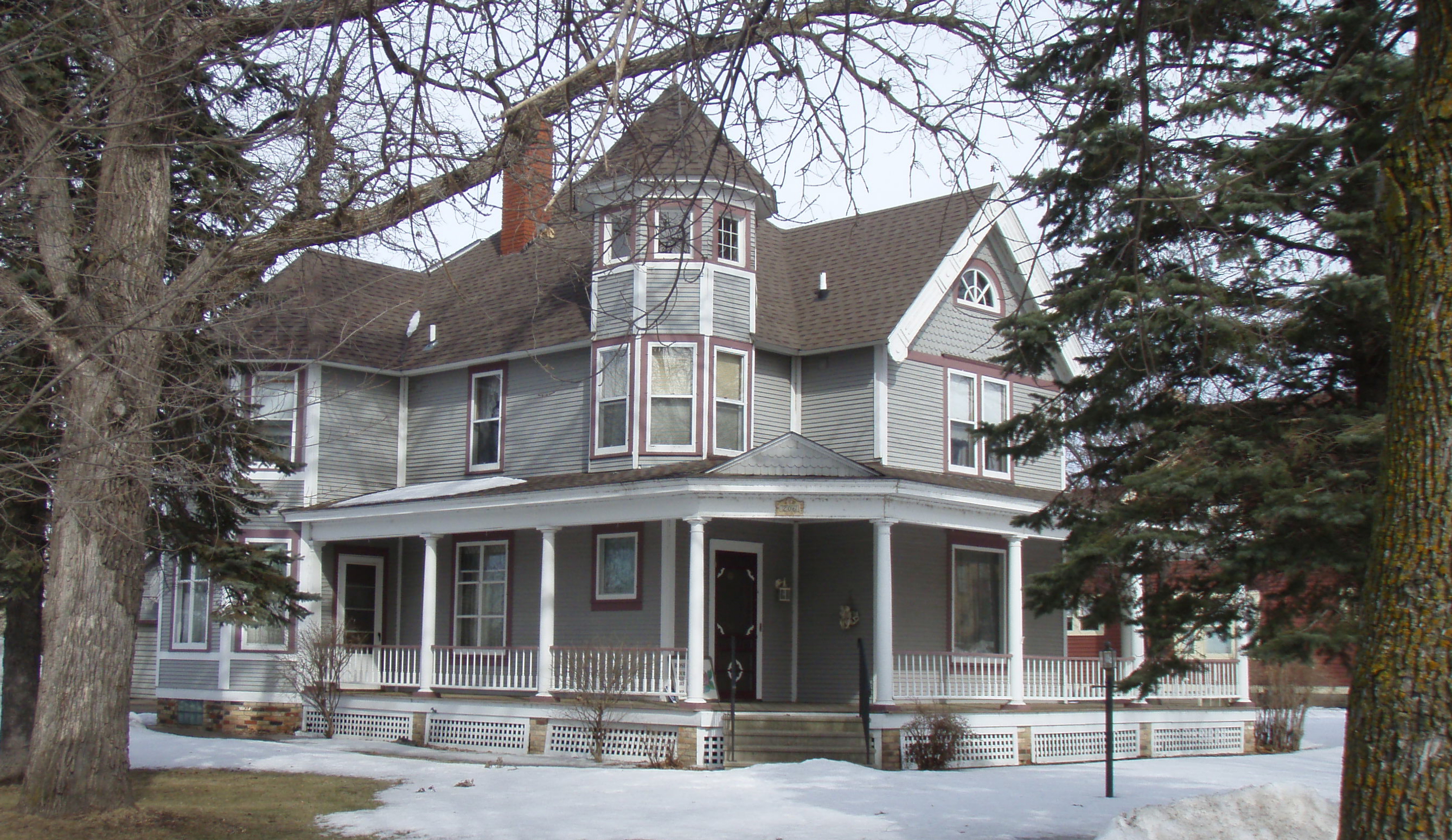
Das C. E. Williams House, gelistet im NRHP

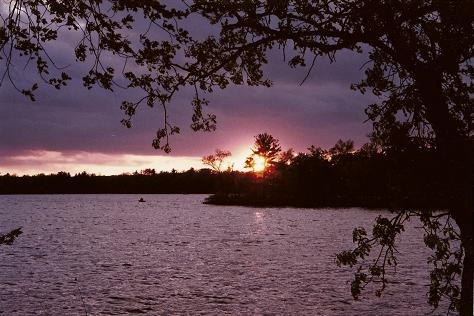
Der Fish Lake im Herbst bei Sonnenuntergang

Nach der Volkszählung im Jahr 2010 lebten im Kanabec County 16.239 Menschen in 6316 Haushalten. Die Bevölkerungsdichte betrug 11,9 Einwohner pro Quadratkilometer. In den 6316 Haushalten lebten statistisch je 2,56 Personen.
Ethnisch betrachtet setzte sich die Bevölkerung zusammen aus 97,0 Prozent Weißen, 0,4 Prozent Afroamerikanern, 0,6 Prozent amerikanischen Ureinwohnern, 0,4 Prozent Asiaten sowie aus anderen ethnischen Gruppen; 1,6 Prozent stammten von zwei oder mehr Ethnien ab. Unabhängig von der ethnischen Zugehörigkeit waren 1,5 Prozent der Bevölkerung spanischer oder lateinamerikanischer Abstammung.
23,3 Prozent der Bevölkerung waren unter 18 Jahre alt, 60,0 Prozent waren zwischen 18 und 64 und 16,7 Prozent waren 65 Jahre oder älter. 49,4 Prozent der Bevölkerung war weiblich.

Das jährliche Durchschnittseinkommen eines Haushalts lag bei 46.863 USD. Das Pro-Kopf-Einkommen betrug 21.350 USD. 12,0 Prozent der Einwohner lebten unterhalb der Armutsgrenze.

## Ortschaften im Kanabec County
Citys
| - Braham1 - Grasston - Mora | - Ogilvie - Quamba |

Unincorporated Communities
- Brunswick
- Coin
- Lewis Lake
- Warman

1 – teilweise im Isanti County

## Gliederung
Das Kanabec County ist neben den fünf Citys in 15 Townships eingeteilt:
| Township            | Einwohner (2010) | FIPS     |
| ------------------- | ---------------- | -------- |
| Ann Lake Township   | 447              | 27-01702 |
| Arthur Township     | 1843             | 27-02296 |
| Brunswick Township  | 1333             | 27-08344 |
| Comfort Township    | 1078             | 27-12754 |
| Ford Township       | 195              | 27-21644 |
| Grass Lake Township | 1038             | 27-25406 |
| Hay Brook Township  | 246              | 27-27782 |
| Hillman Township    | 444              | 27-29132 |

| Township            | Einwohner (2010) | FIPS     |
| ------------------- | ---------------- | -------- |
| Kanabec Township    | 943              | 27-32300 |
| Knife Lake Township | 1156             | 27-33560 |
| Kroschel Township   | 216              | 27-33776 |
| Peace Township      | 939              | 27-50002 |
| Pomroy Township     | 425              | 27-51874 |
| South Fork Township | 789              | 27-61348 |
| Whited Township     | 926              | 27-69988 |